# Adolph Böcking (Politiker)
Adolph Carl Böcking (* 15. Mai 1799 in Trarbach; † 15. November 1866 ebenda) war deutscher Weingutsbesitzer, Kaufmann und Politiker. 

## Leben

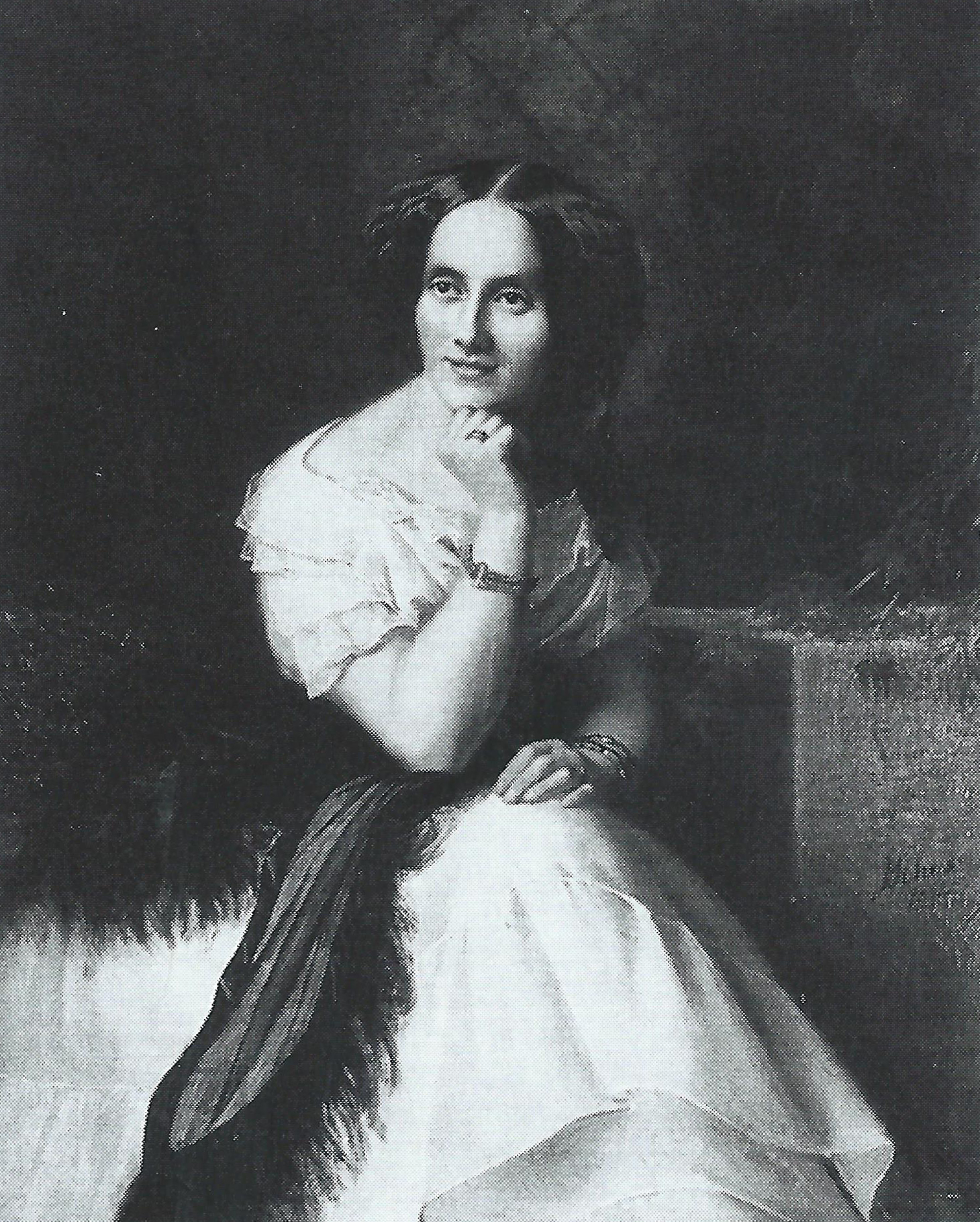
Porträt der Eleonore Charlotte Dorothea Böcking (Tochter) durch Josef Schex

Von seinem Vater Ludwig Böcking übernahm er ein Weingut und ein Handelsgeschäft in Trarbach. Später war er auch Besitzer einer Papiermühle in Kautenbach. 1826 heiratete er Eleonore Wilhelmine Wagner, die bereits 1834 starb.
Politisch aktiv war er von 1837 bis 1841 als stellvertretendes Mitglied des Rheinischen Provinziallandtages und 1848 als Mitglied des Frankfurter Vorparlaments. Vom 18. Mai 1848 bis zum 26. Mai 1949 war er Mitglied der Frankfurter Nationalversammlung. Dort gehörte er dem Württemberger Hof an. 1850 war er Mitglied des Volkshauses des Erfurter Unionsparlaments.
1849 lehnte er eine Wahl in die II. Preußische Kammer ab und von 1862 bis 1866 war er Mitglied des Preußischen Abgeordnetenhauses, wo er sich dem Linken Zentrum anschloss.